# 洪汝勣
洪汝勣（?—?），字建業，號琢魯，贵州銅仁人，清朝政治人物、同進士出身。
乾隆元年（1736年）丙辰科進士，三甲一百三十六名，改庶吉士，散館授檢討。